# The Damnation Game
The Damnation Game è il secondo album del gruppo progressive metal statunitense Symphony X.

## Tracce
Testi e musiche di Russell Allen, Thomas Miller, Michael Pinnella, Michael Romeo, Jason Rullo.
1. The Damnation Game – 4:32
2. Dressed to Kill – 4:45
3. The Edge of Forever – 8:59
4. Savage Curtain – 3:31
5. Whispers – 4:49
6. The Haunting – 5:21
7. Secrets – 5:42
8. A Winter's Dream, Pt. 1: Prelude – 3:04
9. A Winter's Dream, Pt. 2: The Ascension – 5:42

## Formazione
- Michael Romeo - chitarra
- Russell Allen - voce
- Michael Pinnella - tastiera
- Thomas Miller - basso
- Jason Rullo - batteria